# Zurobata rorata
Zurobata rorata är en fjärilsart som beskrevs av Walker 1865. Zurobata rorata ingår i släktet Zurobata och familjen nattflyn. Inga underarter finns listade i Catalogue of Life.